# Carolina del Príncipe
Pour les articles homonymes, voir Carolina.
Carolina del Príncipe est une municipalité du département d'Antioquia, en Colombie. Elle fut fondée en 1787.

## Histoire
Carolina del Príncipe fut fondée le 1er janvier 1787 par les conquistadors espagnols Miguel Gonzalez et Joaquin Echeverry. Son territoire, situé dans la région des vallées de los Osos et de Cuivá, était occupé par l'ethnie des Nutabes (es). Ce territoire avait été découvert dès le XVIIe siècle par le capitaine espagnol Francisco Vallejo, compagnon d'armes de Jorge Robledo, et par les capitaines Pedro Martín de Mora, Felipe de Herrera, Pedro Gutiérrez Colmenero, Juan Jaramillo Andrade, entre autres, qui y trouvèrent de riches gisements d'or.

## Héraldique
L'écu de Carolina del Príncipe est de forme XVIe siècle, au contour supérieur cintré. D'argent avec une couronne ornée de pierres précieuses figurant le visage de la Vierge, et posée sur un manteau d'azur parsemé aussi de pierres précieuses, il comprend un ciel d'argent et d'azur avec trois étoiles d'or, une corne, semblable à une corne d'abondance, renversée, couleur de la terre, qui laisse couler des flots d'eau d'azur symbolisant cet élément générateur d'énergie. En pointe, sont symbolisées des vallées et des montagnes de sinople avec la devise : « Dios Patria Trabajo » (Dieu, Patrie, Travail) en lettres de sable sur fond d'or.
En ornement extérieur de l'écu, à dextre, un rameau de caféier et, à senestre, une tige de maïs de sinople, entrecroisés à leur extrémité inférieure, représentant la richesse agricole de la région.

## Église
Érigée en 1801, l'église de l'Immaculée Conception abrite un autel dédié à « Nuestra Señora de las Mercedes » (Notre Dame de la Miséricorde).